# Sarona hie
Sarona hie är en insektsart som beskrevs av Asquith 1994. Sarona hie ingår i släktet Sarona och familjen ängsskinnbaggar. Inga underarter finns listade i Catalogue of Life.